# Malínivka (Pologi)
Malínivka (en ucraniano: Малинівка, romanizado: Malýnivka; en ruso: Малиновка) es un pueblo ucraniano perteneciente al óblast de Zaporiyia. Situado en el sur del país, forma parte del raión de Pologi y es centro del municipio (hromada) homónimo.

## Toponimia
Hasta 1946, el pueblo era conocido como Turkénivka (en ucraniano: Туркенівка; en ruso: Туркеновка), y de 1946 a 1963, el lugar se conocía como Novoselivka (en ucraniano: Новоселівка; en ruso: Новосёловка). 

## Geografía
Malínivka está situado al oeste del río Yanchul, 17 km al este de Juliaipole, a 27 km al noreste de Pologi y a 105 km al este de Zaporiyia.  

## Historia
El pueblo fue fundado en 1800.
Debido al Holodomor, entre 1932 y 1933 murieron 160 residentes de la aldea.
Hasta el 18 de julio de 2020, Malínivka formaba parte del raión de Juliaipole. El raión se abolió en julio de 2020 como parte de la reforma administrativa de Ucrania, que redujo el número de rayones del óblast de Zaporiyia a cinco. El área de raión de Juliaipole se fusionó con el raión de Pologi.
Tras el comienzo invasión rusa de Ucrania, la aldea cayó brevemente bajo la ocupación rusa el 5 de marzo de 2022. El 22 de marzo del mismo año, las Fuerzas Armadas de Ucrania liberaron la aldea. Muchas casas resultaron destruidas y la electricidad ya no funcionaba al final de los combates. El 20 de febrero de 2023, la administración militar regional ucraniana informó que las fuerzas rusas bombardearon la infraestructura civil de la aldea.

## Demografía
La evolución de la población de Malínivka entre 1989 y 2001 fue la siguiente:
| 863                                                           | 873 |
| (Fuente: Cities & Towns of Ukraine y UKRAINE: Größere Städte) |     |

Según el censo de 2001, la lengua materna de la mayoría de los habitantes, el 97,51%, es el ucraniano; y del 2,38%, el ruso.